# Julia Tjekaljova
Julia Vladimirovna Tjekaljova (ryska: Юлия Владимировна Чекалёва), född den 6 februari 1984 i Vologda, är en rysk längdskidåkare. 
Tjekaljova debuterade i världscupen i januari 2006. Hennes bästa världscupplacering är en andraplats i skiathlonloppet i Sotji den 2 februari 2013.
Vid skid‐VM 2013 blev Tjekaljova bronsmedaljör i intervallstartsloppet över 10 km fristil. Hon körde även sista sträckan i Rysslands bronsstafettlag.